# Федяев, Павел Иванович
Па́вел Ива́нович Федя́ев (1917—2000) — советский работник металлургической промышленности, сталевар Магнитогорского металлургического комбината, Герой Социалистического Труда (1960).

## Биография
Родился в 1917 году в крестьянской семье в деревне Федяево Котельнического уезда Вятской губернии (ныне Арбажского района Кировской области).
В Магнитогорск приехал с родителями в 1934 году. Здесь обучался на сталевара в школе ФЗО. Успел некоторое время поработать в мартеновском цехе металлургического завода подручным сталевара, после чего был призван на военную службу в Красную армию. Служил на флоте моряком в течение семи лет, окончил курсы младших командиров, принимал участие в Советско-финской войне. Затем стал участником Великой Отечественной войны. В годы блокады Ленинграда воевал в составе Ладожской военной флотилии. С 1943 года и до конца войны воевал на Чёрном море.
Летом 1946 года Павел Иванович демобилизовался. Вернулся в Магнитогорск в свой мартеновский цех подручным сталевара на 22-ю печь, на которой проработал следующие годы своей жизни. Окончил Магнитогорское ремесленное училище № 13 в 1954 году. Стал сталеваром, вступил в КПСС и возглавил комсомольско-молодежный коллектив, который в 1959 году был удостоен звания коллектива коммунистического труда.
Кроме производственной, занимался общественной деятельностью — дважды избирался депутатом областного Совета, а в марте 1960 года вместе с маршалом СССР К. С. Москаленко Павел Федяев был избран в Верховный Совет СССР. В мае 1960 года он был участником Всесоюзного совещание ударников коммунистического труда, где также присутствовали шахтёр Николай Мамай и ткачиха Валентина Гаганова.
Указом Президиума Верховного Совета СССР от 28 мая 1960 года за выдающиеся производственные успехи и проявленную инициативу в организации соревнования за звание бригад и ударников коммунистического труда Павлу Ивановичу Федяеву было присвоено звание Героя Социалистического Труда с вручением ордена Ленина и золотой медали «Серп и Молот».
Умер 31 августа 2000 года в Магнитогорске. Похоронен на Правобережном кладбище.

## Награды
- медаль «Серп и Молот» (28.05.1960)
- орден Ленина (28.05.1960)
- медаль Ушакова (23.05.1945)
- две медали «За трудовую доблесть» (24.02.1954; 26.04.1963)
- медаль «За трудовое отличие» (05.05.1949)
- медаль «За оборону Ленинграда»
- медаль «За победу над Германией в Великой Отечественной войне 1941—1945 гг.»
- другие медали СССР и Российской Федерации